# 皮埃尔-夏尔·维尔纳夫
皮埃尔-夏尔-让-巴蒂斯特-西尔维斯特·德·维尔纳夫（法語：Pierre-Charles-Jean-Baptiste-Silvestre de Villeneuve，法語發音：[pjɛʁ ʃaʁl ʒɑ̃ batist silvɛstʁ də vilnœv]；1763年12月31日—1806年4月22日），拿破仑战争期间的法国海军将领，在特拉法加海战中指挥法国和西班牙舰队同霍雷肖·纳尔逊作战。

## 早年
维尔纳夫于1763年出生于下阿尔卑斯省（今上普罗旺斯阿尔卑斯省）瓦朗索勒，并于1778年加入法国海军。他作为海军少尉，同德·格拉斯的舰队一同参加美国独立战争。
虽然出身贵族世家，维尔纳夫却是法国大革命的同情者，他将自己的贵族头衔从姓名中除去，并在其他贵族军官被整肃之后得以继续为法国海军服役。他参加数场战役，并于1796年被提升为海军少将。
在1798年的尼罗河河口海战中，维尔纳夫负责指挥舰队后方；他的战舰是得以逃离战场的两艘法国舰船之一。在英国攻占马耳他岛时维尔纳夫被俘，但很快被释放。他被批评在尼罗河河口没有主动同英国交战，但拿破仑认为他只是“幸运”而已，因此他的生涯没有受到影响。
1804年，拿破仑命令时为海军中将，驻扎在土伦的维尔纳夫突破英国封锁，在英吉利海峡击败英国海军，并由此促成对不列颠群岛的入侵。为转移英国防线，维尔纳夫应当驶向西印度群岛，会合西班牙舰队和来自布雷斯特的法国舰队，攻击英国在的加勒比地区的殖民地，然后横跨大西洋，在英吉利海峡击败英国舰队，并护卫驻扎在布洛涅的法国英格兰军团（Armée d'Angleterre）前往英格兰。

## 特拉法加海战

### 战役序幕
在1月出师未果后，维尔纳夫终于在1805年3月29日同11艘风帆战列舰驶离土伦。他躲开纳尔逊的封锁，于4月8日穿过直布罗陀海峡，并在英国舰队追赶之下横跨大西洋，但由于风势不佳，晚到一个月。维尔纳夫在马提尼克又等待一个月，但冈托姆中将的舰队没能赶到。于是，在法国方面的压力之下，维尔纳夫提前发动进攻，但只成功重夺马提尼克附近的堡垒钻石岩。6月7日，维尔纳夫听闻纳尔逊已经抵达安提瓜岛。6月8日，他的舰队前往拦截驶向英国并由巴巴多斯号和奈特利号护卫的15艘商船。两艘军舰得以逃脱，但剩余的商船全部被截获，货物总价值近五百万英镑。维尔纳夫派出海妖号护卫舰护送战利品前往瓜德罗普。6月11日，维尔纳夫驶往欧洲，纳尔逊继续追逐。
7月22日，维尔纳夫同他的20艘风帆战列舰和7艘护卫舰经过西班牙西北的菲尼斯特雷角，进入比斯开湾，并遭遇由海军中将罗比特·卡尔德爵士指挥的15艘英国风帆战列舰舰队。此后的菲尼斯特雷角海战由于能见度不佳而战局混乱，但数量不占优的英国舰队得以隔断并俘获两艘西班牙战船。
此后两日，维尔纳夫一直追随撤退的英国舰队，但并不与之开战。此后他驶向拉科鲁尼亚，于8月1日抵达，收到按计划驶向布雷斯特和布洛涅的命令。然而或许是受到英国舰队主力仍然在比斯开湾的虚假情报影响，维尔纳夫不顾西班牙指挥官反对驶回加的斯，由此拿破仑入侵不列颠的计划已经无法完成。

### 战役
在加的斯，法国和西班牙联合舰队被纳尔逊封锁。9月，上级命令维尔纳夫开往那不勒斯并攻击英国在地中海的舰船，但他不愿意开动，并继续无视海军部的指令。
然而在10月中旬，维尔纳夫听闻拿破仑将派弗朗索瓦·艾蒂安·德·罗西利-梅斯罗取代他的指挥官位置，并将他召回巴黎进行问责（拿破仑在给海军部长的信中写到“维尔纳夫不具备指挥舰船的能力，决心不足，并没有勇气。”）。但在他的接替者到达之前，维尔纳夫下令于10月18日出发。
由于船员经验不足和其他困难，舰队花近两日才将所有34艘舰船驶出加的斯港。1805年10月21日，维尔纳夫听闻英国舰队的实力，于是驶回加的斯，但在特拉法加角被纳尔逊拦截。虽然寡不敌众，但纳尔逊仍然在特拉法加海战中取胜，并俘获维尔纳夫的旗舰及诸多法国和西班牙舰船。

## 战后和逝世
英国将维尔纳夫送往英格兰，但给予他假释；在这段时间内，他居住在汉普郡的毕晓普斯沃尔瑟姆，并被允许参加纳尔逊的葬礼。1805年年末，他被释放回到法国，试图重新为军队服役，但没有得到答覆。1806年4月22日，维尔纳夫被发现死在雷恩的家园酒店内，左肺部中六刀，心脏中一刀。死因被判定为自杀。他的死亡和死因的判定被英国媒体广为嘲讽，许多人怀疑是拿破仑秘密下令处死维尔纳夫。